# Panazol
Panazol település Franciaországban, Haute-Vienne megyében. Lakosainak száma 11 207 fő (2022. január 1.). Panazol Le Palais-sur-Vienne, Feytiat, Limoges és Saint-Just-le-Martel községekkel határos.

## Népesség
A település népességének változása:
| Lakosok száma | 10 560 | 10 931 | 11 219 | 10 972 | 10 974 | 10 900 | 11 002 | 11 064 | 11 207 |
|               | 2013   | 2015   | 2016   | 2017   | 2018   | 2019   | 2020   | 2021   | 2022   |